# 변환 부호화
변환 부호화(영어: transform coding)는 신호를 하나의 영역(주로 시간 및 공간 영역)에서 다른 영역(주로 주파수 영역)으로 변환한 후 압축하는 방식이다. 변환 알고리즘은 다음의 기준을 만족해야 한다.
- 변환 영역의 데이터 간에 상관관계가 없고 밀집된 데이터를 가진다.
- 역변환이 가능하다.
- 변환은 적은 메모리, 제한된 정확도, 적은 수의 연산으로도 충분히 계산이 가능해야 한다.

변환 부호화에는 이산 코사인 변환(DCT), 웨이블릿 변환, 푸리에 변환 등이 있다.

## 같이 보기
- 웨이블릿 변환